# Josy Poueyto
Josy Poueyto est une femme politique française née le 13 janvier 1954 à Paris. Elle est députée de la 1re circonscription des Pyrénées-Atlantiques depuis 2017.

## Biographie
Adhérente du Parti socialiste, elle est élue Conseillère Générale des Pyrénées-Atlantiques en 1998 et réélue en 2004. En 2008, elle quitte le PS pour rejoindre le Modem.
Première adjointe à la mairie de Pau, elle est très proche de François Bayrou. C'est d'ailleurs lui qui l'a poussée à se présenter à ces élections.
En juin 2017, elle est élue députée, avec 62,72 % des suffrages au second tour.
En juin 2022, elle est réélue députée avec 50,78% des suffrages au second tour, dépassant son adversaire Jean-Yves Lalanne (NUPES) de 517 voix.
En 2024 elle est une nouvelle fois élue après avoir battu le candidat RN avec 66,69 % des suffrages.